# Didrik Slagheck
Didrik Slagheck est un prélat danois mort le 24 janvier 1522 à Copenhague. Il est évêque de Skara de 1520 à 1521, puis archevêque de Lund jusqu'à sa mort.

## Biographie
Fils illégitime d'un prêtre de Westphalie, Didrik Slagheck arrive en Norvège en 1510, où il ne tarde pas à se faire apprécier du roi Christian II et de son conseiller Sigbrit Willoms. Après quelques années à l'étranger, il revient en Scandinavie en 1517 comme assistant du légat pontifical Arcimboldus. Slagheck apprend au roi qu'Arcimboldus a touché des pots-de-vin du régent suédois Sten Sture le Jeune, sur quoi Christian II l'envoie rapporter les agissements du légat au pape.
Slagheck accompagne Christian II à Stockholm en 1520. Il aurait été l'un des inspirateurs du bain de sang de Stockholm, durant lequel plusieurs dizaines de partisans de la famille Sture sont massacrés, parmi lesquels Vincens Henningsson, évêque de Skara, et Mattias Gregersson, évêque de Strängnäs. Le roi nomme Slagheck évêque de Skara et lui confie le gouvernement de la Suède avec deux autres Danois, qui ne tardent pas à se rendre impopulaires. Il mène une armée au combat lors de la bataille de Västerås, mais il est vaincu par Gustave Vasa. Rappelé au Danemark en 1521, il reçoit la charge d'archevêque de Lund.
En apprenant la mort de deux évêques suédois lors du bain de sang de Stockholm, le pape Léon X est ulcéré. Christian II rejette le blâme sur Slagheck, qui est condamné à être pendu. En fin de compte, c'est sur le bûcher qu'il périt le 24 janvier 1522.